# Franz Schmitt (Fußballspieler)
Franz Schmitt (* 22. Februar 1940) ist ein ehemaliger deutscher Fußballspieler, der überwiegend als Halbstürmer im damaligen WM-System beim ASV Landau und SV Alsenborn von 1963 bis 1971 in der zweitklassigen Regionalliga Südwest 159 Ligaspiele mit 40 Toren absolviert hat. Schmitt gewann mit Alsenborn in den Jahren 1968 bis 1970 dreimal in Folge die Meisterschaft und trat deshalb noch in 22 Spielen mit dem SVA in den jeweiligen Bundesligaaufstiegsrunden an, in denen er fünf Tore erzielte.

## Laufbahn

### ASV Landau, bis 1965
Der ASV Landau hatte sich 1962/63 als Amateur-Landesmeister neben sechs Vereinen aus der vormaligen 2. Liga Südwest, sowie 13 Vereinen der bisherigen Oberliga, für den neuen Bundesligaunterbau der Regionalliga Südwest zur Saison 1963/64 qualifiziert. Der feine Mittelfeldtechniker Franz Schmitt gehörte dem Kader von Landau für die Debütrunde der zweitklassigen Regionalliga an; zuvor hatte er bereits bei den Amateuren des Karlsruher SC Erfahrung gesammelt. Mit Karlheinz Francois, Klaus Lüdecke, Peter Schäffler und Torhüter Wolfgang Vornehm kamen vier Neuzugänge nach Landau. Das Startspiel am 4. August 1963 im heimischen Stadion gegen den Saarlandvertreter SV Saar 05 Saarbrücken machte den vormaligen Amateurfußballern aber sofort klar, um was es in dieser Runde gehen sollte: Nur um den Klassenerhalt. Die Mannen um Fritz Altmeyer gewannen mit 6:0 in Landau; Franz Schmitt hatte auf Halblinks das überlegene Können der Mannschaft von Trainer Otto Knefler erlebt. Am Rundenende hatte er in 26 Ligaspielen vier Tore erzielt, der ASV stieg aber als 19. in das Amateurlager ab. Die folgende Saison, 1964/65, trat er mit Landau in der 1. Amateurliga Südwest an, konnte aber als Tabellensiebter nicht um den Titelgewinn mitspielen. Der SV Alsenborn holte sich überlegen den Südwesttitel und stieg nach den Aufstiegsrundenspielen in die Regionalliga auf. Der feine Mittelfeldtechniker Schmitt hatte aber in der Runde überzeugt und konnte sein Können auch in der Südwestauswahl im Wettbewerb um den Länderpokal unter Beweis stellen. Er vertrat den Südwesten in den Spielen gegen Württemberg und den späteren Pokalsieger Bayern. In der Südwest-Auswahl hatte er mit den Spielern Lorenz Horr, Willi Hölz, Fritz Fuchs und Manfred Feldmüller aus Alsenborn zusammen gespielt. Zur Runde 1965/66 nahm er das Angebot des Aufsteigers in die Regionalliga Südwest an und wechselte nach Alsenborn.

### SV Alsenborn, 1965 bis 1971
In Alsenborn hatte sich der Kapitän der Weltmeistermannschaft von 1954, Fritz Walter, in seiner neuen Wohnheimat zu einer „betreuenden und beratenden Tätigkeit“ beim heimischen SVA überreden lassen. Im Jahresrhythmus stiegen die Alsenborner auf. Zur Runde 1965/66 kamen mit Erwin Rödler und Willi Herbert neben Franz Schmitt noch zwei weitere Neuzugänge zur Mannschaft von Trainer Otto Render. Rödler brachte mit Torhüter Hölz Erfahrung und Routine in den Kader um Spielmacher und Torjäger Horr, von dem Mann aus Landau erhoffte man einen Zugewinn im spielerischen Bereich. Schmitt debütierte am 14. August 1965 bei einem 5:0-Heimerfolg mit Alsenborn in Regionalliga Südwest. Er spielte auf Halblinks und erzielte gegen die Röchling-Elf um Horst Zingraf, Horst Eckel und Josef Christ ein Tor. Er absolvierte 19 Ligaspiele und erzielte drei Tore und der Aufsteiger aus Alsenborn belegte mit dem neunten Rang einen Mittelfeldplatz.
Im zweiten Regionalligajahr, 1966/67, belegte man den achten Rang und der ausgezeichnete Kombinationsspieler und Vorlagengeber hatte sich gemeinsam mit Horr auch noch als 14-facher Torschütze ausgezeichnet. Herausragend waren seine vier Tore am 7. November 1966 beim 6:1-Heimerfolg gegen den FC Homburg. Zum Spielerkader waren mit Werner Mangold, Torhüter Manfred Krei und Jürgen Schieck drei neue Spieler gekommen. Als im dritten Jahr, 1967/68, mit Josef Sattmann ein schneller Flügelspieler die Offensive verstärkte und der großgewachsene Mittelstürmer Schieck sich mit 31 Treffern die Torjägerkrone im Südwesten eroberte, gelang dem Team vom Stadion an der Kinderlehre der Meisterschaftsgewinn. Zum Meisterschaftserfolg hatte Schmitt zehn Tore in den 30 Ligaspielen beigesteuert. Mit Feldmüller – ebenfalls zehn Tore – positionierte er sich hinter Schieck und Horr (24 Tore) in der Torschützenliste des Meisters. In der Aufstiegsrunde wurde die Dorfmannschaft hinter Hertha BSC und Rot-Weiss Essen mit 8:8 Punkten Dritter. Schmitt hatte alle acht Aufstiegsrundenspiele gegen Hertha BSC, Rot-Weiss Essen, SC Göttingen 05 und den FC Bayern Hof absolviert und ein Tor erzielt. Die Zweikämpfe gegen Abwehrspieler mit der Qualität eines Klaus Matz, Peter Klepatz, Uwe Witt, Hans Eder, Tasso Wild, Ivan Šangulin, Hans Felbinger, Roland Peitsch, Heinz Stauvermann, Werner Kik und Hans Dörre waren dabei Herausforderungen der besonderen Art. Von Seiten des Zuschauerzuspruchs ragten die Heimspiele gegen Hertha BSC vor 36.000 beziehungsweise Essen vor 40.000 Zuschauern im Südweststadion in Ludwigshafen heraus. Den Höhepunkt bildete das Schlussspiel am 23. Juni 1968 gegen den Aufsteiger Hertha BSC (1:1) vor 78.000 Zuschauern im Berliner Olympiastadion. Die Alsenborner Defensive mit Torhüter Manfred Krei, dem Verteidigerpaar Kirsch und Fritz Fuchs, sowie der Läuferreihe mit Erwin Rödler, Klaus Schmidt und Wolfgang Röhring konnte der Hertha insbesondere in Verbindung mit den Halbstürmern Lorenz Horr und Franz Schmitt Paroli bieten.
Vor der Saison 1968/69 hatte Alsenborn den Verlust von Torjäger Schieck zu verkraften, begegnete dieser Personalie mit der Verpflichtung von Talenten aus dem Amateurlager wie Werner Adler, Manfred Lenz, Franz Schwarzwälder, Erwin Schwehm, Matthias Volk und Alban Wüst. Sportlich wurde die Situation gut gemeistert. Tragisch war aber der Unfalltod von Trainer Render im April 1969. Horr und Stopper Klaus Schmidt leiteten in den nachfolgenden Wochen interim das Training und Alsenborn zog als Südwesttitelverteidiger zum zweiten Mal in die Aufstiegsrunde ein. Hier scheiterte man mit einem Punkt Rückstand zu Rot-Weiß Oberhausen und dem Freiburger FC knapp am Einzug in die Bundesliga. Die 0:3-Auswärtsniederlage am letzten Spieltag der Alsenborner, am 22. Juni, gegen den Berliner Vertreter Hertha Zehlendorf war mitentscheidend, für den Punktrückstand gegen Oberhausen und Freiburg. War das Fehlen von Spielmacher und Torschütze Lorenz Horr wegen seines Feldverweises in Oberhausen (15. Juni) noch beim 2:0-Heimerfolg am 18. Juni gegen Freiburg erfolgreich kompensiert worden, in Berlin wurde er dagegen spürbar im Duell gegen Helmut Faeder und Kollegen vermisst. Schmitt war in allen acht Aufstiegsrundenspielen für Alsenborn aufgelaufen und hatte als erstrangiger Mann für das Kombinationsspiel, noch drei Tore erzielt. Mit dem SVA hatte der Techniker im DFB-Pokal zuvor am 4. Januar 1969 bei einem Heimspiel mit einem 2:1 den Bundesligisten MSV Duisburg aus dem Rennen geworfen.
Den dritten Südwesttitel gewann Schmitt 1970 mit Alsenborn vor dem FK Pirmasens. Das mit Heiner Ueberle als neuem Trainer und Karel Nepomucký als Nachfolger von Spielmacher Horr, der in die Bundesliga zu Hertha BSC gewechselt war. In dieser Runde schaffte Manfred Lenz mit 24 Ligaspielen und 12 Toren den Durchbruch und auch Reinhard Meier verstärkte den Kader. Mittelfeldtechniker Schmitt half dem Team in 24 Ligaeinsätzen mit sechs Toren zur dritten Meisterschaft. In der dritten Aufstiegsrunde konnte er mit dem SVA nicht ernsthaft gegen Arminia Bielefeld und den Karlsruher SC in das Rennen um den Aufstieg eingreifen.
In seiner sechsten Runde in Alsenborn, 1970/71, konnte er aber durch Krankheiten und Verletzungen bedingt, nur noch in zehn Ligaspielen (Zwei Tore) für den dreifachen Meister auflaufen. Er war in den vier Startspielen in der Hinrunde aktiv, wurde dann zu einer monatelangen Pause gezwungen und versuchte im Januar und Februar 1971 seine Karriere fortzusetzen. Mit dem Spiel am 28. Februar 1971 beim ASV Landau (1:1), endete seine Laufbahn in der Regionalliga Südwest und beim SV Alsenborn. 
Fritz Walter hält in seinem Buch über den „Aufstieg einer Dorfmannschaft“ fest, dass Franz Schmitt „am Ball fast perfekt gewesen wär“. Zur Runde 1971/2 übernahm Schmitt bei Grün-Weiß Hochspeyer das Traineramt.